# Kovarce
Kovarce (bis 1927 slowakisch „Kovárce“ oder „Kovárovce“; deutsch Kowarz oder Kowaritz, ungarisch Kovarc – im 19. Jahrhundert auch Kovárc) ist eine Gemeinde im Westen der Slowakei mit 1515 Einwohnern (Stand 31. Dezember 2024) und gehört zum Okres Topoľčany, einem Kreis des Nitriansky kraj.

## Geographie

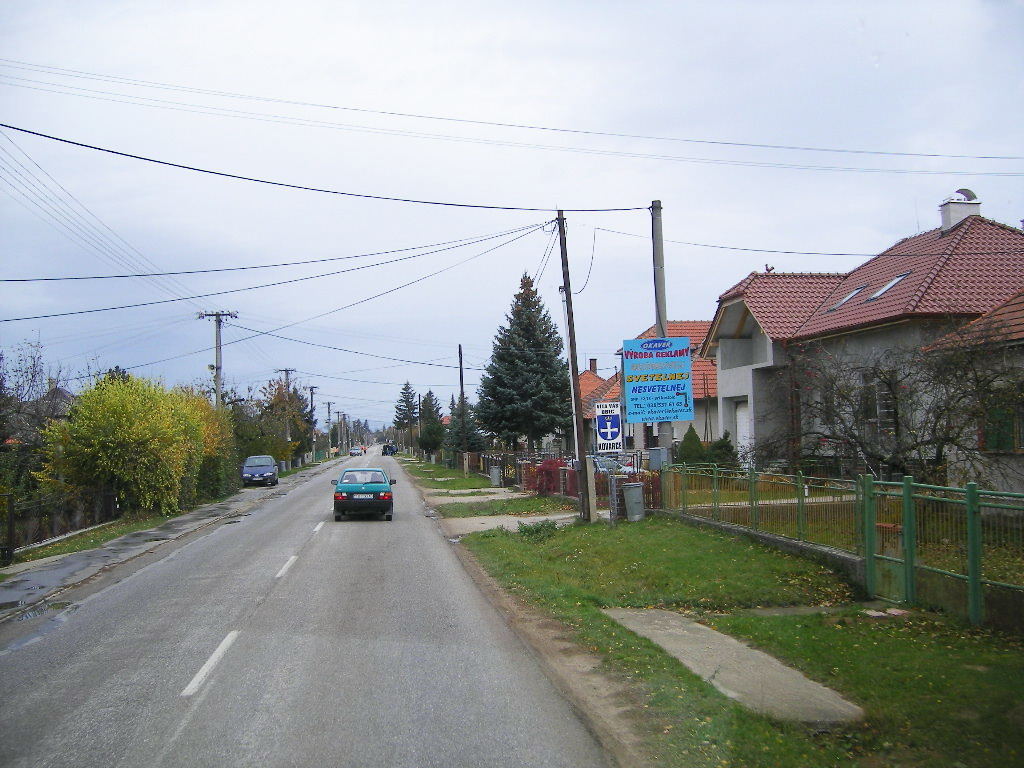
Straße im Ort

Die Gemeinde befindet sich am östlichen Rande des Hügellands Nitrianska pahorkatina (Teil des slowakischen Donautieflands) am linken Ufer der Nitra unterhalb des Gebirges Tribeč. Das Ortszentrum liegt auf einer Höhe von 164 m n.m. und ist neun Kilometer südlich von Topoľčany gelegen.

## Geschichte

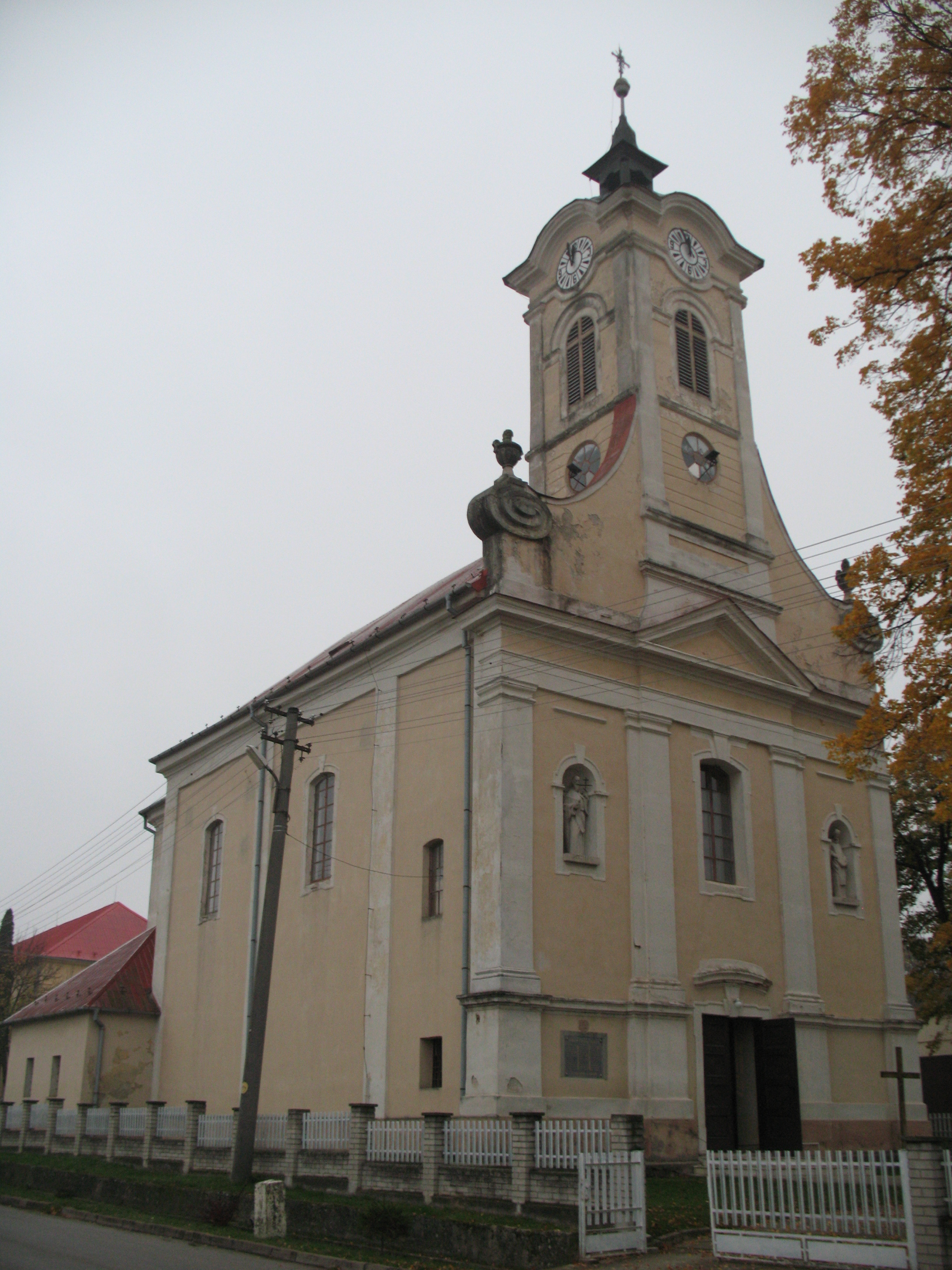
Kirche

Der Ort wurde zum ersten Mal 1280 als Koarch schriftlich erwähnt. Das Dorf gehörte anfangs zum Geschlecht Ludányi, dann zur Burg Oponice, 1415 ließ Sigismund von Luxemburg das Dorf an Csetneky verpachten, bis zum 20. Jahrhundert hatten Familien wie Motesic, Berényi, Forgách und Apponyi Güter in Kovarce. Türkische Raubzüge während der Türkenkriege im 16. und 17. Jahrhundert verlangsamten die wirtschaftliche Entwicklung des Dorfes. 1715 sind Weingärten sowie 16 Haushalte erwähnt, 1787 zählte man 91 Häuser und 824 Einwohner und schließlich 1828 116 Häuser und 811 Einwohner, die überwiegend in Landwirtschaft, Weberei und Korbmacherei beschäftigt waren. 1864 wurde hier eine Zuckerfabrik gebaut.
Bis 1918 gehörte der im Komitat Neutra liegende Ort zum Königreich Ungarn und kam danach zur Tschechoslowakei beziehungsweise heute Slowakei.

## Bevölkerung
| Jahr                | 1994 | 2004    | 2014    | 2024    |
| ------------------- | ---- | ------- | ------- | ------- |
| Anzahl der Personen | 1623 | 1577    | 1612    | 1515    |
| Unterschied         |      | −2,83 % | +2,21 % | −6,01 % |

| Jahr                | 2023 | 2024    |
| ------------------- | ---- | ------- |
| Anzahl der Personen | 1527 | 1515    |
| Unterschied         |      | −0,78 % |

Nach der Volkszählung 2011 gab es in Kovarce 1581 Einwohner, davon 1533 Slowaken, 11 Magyaren und andere. 26 Einwohner gaben keine Angabe an. 1290 Einwohner bekannten sich zur römisch-katholischen Kirche, bei 126 Einwohnern ist die Konfession nicht ermittelt, 108 Einwohner waren konfessionslos und 39 Einwohner gehörten zur evangelischen Kirche A. B.,
Ergebnisse nach der Volkszählung 2001 (1548 Einwohner):
| Nach Ethnie: - 92,12 % Slowaken - 0,39 % Tschechen - 0,19 % Magyaren | Nach Konfession: - 76,87 % römisch-katholisch - 11,76 % keine Angabe - 9,17 % konfessionslos - 1,36 % evangelisch |

## Sehenswürdigkeiten
- römisch-katholische Kirche im klassizistischen Stil aus dem Jahr 1755
- Kapelle im barocken Stil aus dem Ende des 18. Jahrhunderts
- Landschloss, ursprünglich barock angelegt, 1880 umgebaut und erweitert
- Denkmal an den Slowakischen Nationalaufstand

## Infrastruktur
In Kovarce ist die grundlegende Infrastruktur gut ausgebaut, mit vorhandenen Gas- und Wasserleitungen sowie einer Kanalisation, nur Anbindung ans Kabelfernsehnetz fehlt. Es gibt einen Kindergarten, eine Grundschule, eine Bücherei sowie ein Postamt. Durch den Ort verläuft die Straße 2. Ordnung 593 (Nitra-Dražovce–Partizánske), der Anschluss an die Straße 1. Ordnung 64 (Nitra–Topoľčany–Prievidza) ist im drei Kilometer entfernten Ort Ludanice. Ebenfalls dort befindet sich ein Bahnhof an der Bahnstrecke Nové Zámky–Prievidza.